# Jimmy DeGrasso
Jimmy DeGrasso (ur. 16 marca 1963 w Bethlehem), amerykański muzyk i instrumentalista, perkusista. DeGrasso znany jest ze współpracy z takimi muzykami i grupami jak Lita Ford, Ozzy Osbourne, Y&T, White Lion, Fiona, Suicidal Tendencies, Alice Cooper, Megadeth, MD.45, David Lee Roth, Ministry, F5, Black Star Riders oraz Mama's Boys.

## Filmografia
- "Świat Wayne’a" (jako on sam, 1992, film komediowy, reżyseria: Penelope Spheeris)[8]